# Drzeń
Drzeń [dʐɛɲ] (tiếng Đức: Dryhn)  là một khu định cư ở khu hành chính của Gmina Sławoborze, trong quận Świdwin, West Pomeranian Voivodeship, ở phía tây bắc Ba Lan. Nó nằm khoảng 6 kilômét (4 mi)   phía tây Sławoborze, 17 km (11 mi) về phía tây bắc của Świdwin và 88 km (55 mi) về phía đông bắc của thủ đô khu vực Szczecin.